# 스트라드
《스트라드》(The Strad)는 월간 클래식 음악 잡지로서 현악기 연주자 (바이올린 연주자, 비올라 연주자, 첼로 연주자 포함)에 관한 내용을 주로 다루고 있다. 이 잡지는 연주의 기교에 관한 실용적인 조언과 유망한 연주자들의 세부 정보, 세계 유명 음악 교육가들의 마스터 클래스, 그리고 악기 제작자의 이야기를 담고 있다. 또한 바이올린, 비올라, 첼로, 비올, 더블 베이스, 활, 오케스트라와 음악 학교들에 대한 심도 있는 기사도 포함하고 있다.